# Браун, Кейнер
Кейнер Ямал Браун Блеквуд (исп. Keyner Yamal Brown Blackwood; род. 30 декабря 1991, Кесада, Лимон) — коста-риканский футболист, защитник.

## Биография
Начинал свою карьеру в "Брухасе". В 2014 году Браун, сменив несколько команд, подписал контракт с одним из сильнейших клубов страны "Эредиано". В его составе он становился чемпионом Коста-Рики. В 2016 году выступал на правах аренды за клуб MLS "Хьюстон Динамо".

### Сборная
За сборную Коста-Рики Браун дебютировал в июне 2015 года. Он был в заявке национальной команды на Золотом Кубке КОНКАКАФ.

## Достижения
- Чемпион Коста-Рики (2):  2015 (Зима), 2016 (Зима).